# 花果唯
花果 唯（はなか ゆい）は、日本のライトノベル作家である。

## 人物
2014年頃から小説投稿サイト「小説家になろう」で小説を読み始めて「自分も書こう」と思ったことから小説を書き始めたと話している。ラブコメを中心として執筆しており、ファンタジー・恋愛・ラブコメ・BLなどを主食としているものの、雑食のためホラー・オカルトなどのジャンルも見るとコメントしている。
第5回カクヨムWeb小説コンテストで『本物の方の勇者様が捨てられていたので私が貰ってもいいですか?』で異世界ファンタジー部門の特別賞を受賞した。

## 作品
- 『BLゲームの主人公の弟であることに気がつきました』（イラスト: しヴぇ、ビーズログ文庫アリス〈KADOKAWA〉）[7][8]
- 『多分僕が勇者だけど彼女が怖いから黙っていようと思う』（イラスト: bun150、ファミ通文庫〈KADOKAWA〉）[9][10]
- 『異世界召喚されてきた聖女様が「彼氏が死んだ」と泣くばかりで働いてくれません。ところでその死んだ彼氏、前世の俺ですね。』（イラスト: たらんぼマン、ツギクルブックス〈ツギクル〉）[2][11]
- 『本物の方の勇者様が捨てられていたので私が貰ってもいいですか?』（イラスト: 村上ゆいち、カドカワBOOKS〈KADOKAWA〉）[12][13]
- 『奪われ聖女と呪われ騎士団の聖域引き篭もりスローライフ』（イラスト：林マキ、角川ビーンズ文庫〈KADOKAWA〉）[14][15]